# Hubertus van Hohenlohe-Langenburg

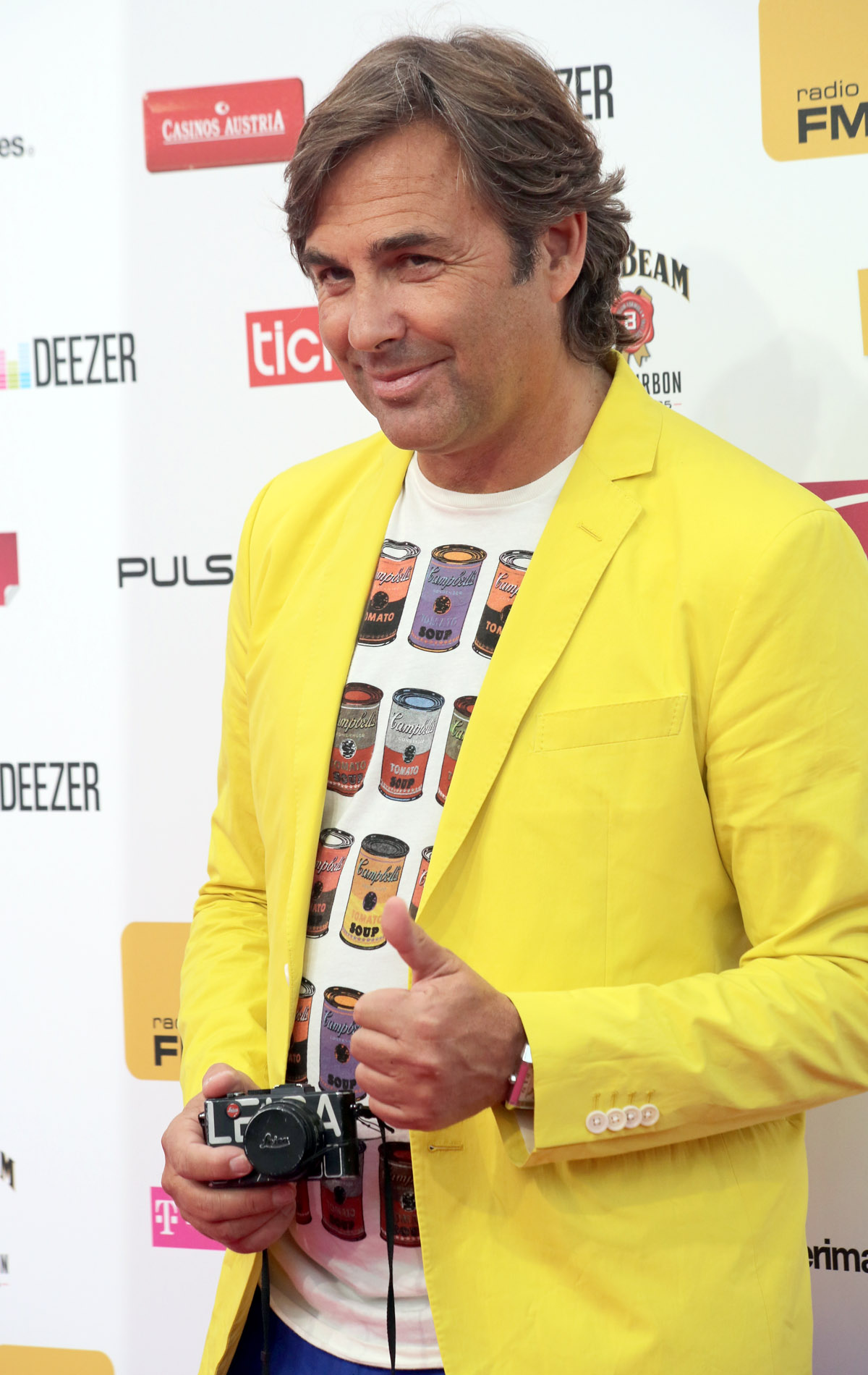
Prins Hubertus in 2013

Prins Hubertus Rudolph van Hohenlohe-Langenburg (Mexico-Stad, 2 februari 1959) is een Mexicaanse alpineskiër, fotograaf, ondernemer en zanger. Als zanger staat hij bekend als Andy Himalaya en Royal Disaster.
Hij deed mee aan de Olympische Winterspelen van 1984, 1988, 1992, 1994, 2010 en 2014. In 2006 zou hij ook meedoen, maar het Mexicaans Olympisch Comité besloot toen om slechts één olympiër te sturen. Bij de openingsceremonie van de Spelen van 2010 en 2014 was hij de vlaggendrager van Mexico.

## Ouders en familie
Hubertus is de tweede zoon van Ira von Fürstenberg en Alfonso van Hohenlohe-Langenburg.

Hij had een oudere broer: Christoph Victorio Egon Humberto (1956-2006).
- Bibliothèque nationale de France: cb159234866 (data)
- Gemeinsame Normdatei: 136303315
- International Standard Name Identifier: 0000 0000 5522 4168
- Library of Congress Control Number: n2010082803
- MusicBrainz: 3692e9d6-2625-4416-af32-46b36e9ef56e
- PIC: 388442
- Système universitaire de documentation: 130557099
- Virtual International Authority File: 5266550
- WorldCat: E39PBJr7Wv63wWWxqCJB8Mg3Qq